# パナソニックグループ
パナソニックグループ（英: Panasonic Group、旧松下グループ）は、パナソニックホールディングス株式会社（旧松下電器→パナソニック初代法人）を中核とする日本の企業グループ（および組織）。

## 概要
パナソニックホールディングスを中核としてグループ会社が523社（2022年4月時点）で、グループ全体の従業員数は22万8420人（2024年3月末時点）である。2022年4月の持株会社制移行に伴い、パナソニック（初代）から商号変更されたパナソニックホールディングスと、2代目法人となったパナソニックを含む8つの事業会社へ再編された。

## 事業会社
事業会社がそれぞれ向き合う領域において競争力を高める「事業会社制」を採用。8つの事業会社および国内外の関係会社で構成されている。
(主要事業会社)
- パナソニック株式会社：主要事業会社。 2022年4月に初代パナソニックから事業を継承し2代目法人として発足。5つの社内分社（社内カンパニー）と子会社で構成される。
  - 中国北東アジア社：社内分社 グループ中国唯一の地域支社であり、事業と地域管理機能を統括。主な関係会社は以下の通り。
    - パナソニック 中国（HQ部門）
    - パナソニック 電気研究開発 蘇州
    - パナソニック デジタルテクノロジー 深圳
    - パナソニック 香港（HQ部門）
    - パナソニック 台湾（HQ部門）
    - パナソニック 韓国（HQ部門）

  - くらしアプライアンス社：社内分社。「くらし」領域において、家電、空調、照明、電気設備や業務用機器など、家庭から店舗、オフィス、街にいたる様々な空間に対応した商品・サービスを提供。主な関係会社は以下の通り。
    - パナソニック補聴器（PHI）
    - パナソニック アソシエイツ滋賀：第三セクター方式による特例子会社
    - パナソニック エコテクノロジーセンター（PETEC）
    - パナソニック エコテクノロジー関東（PESFE）
    - パナソニックETソリューションズ
    - エコロジーネット
    - パナソニック ノースアメリカ（パナソニックコンシューマーエレクトロニクス ノースアメリカ社）
    - パナソニック カナダ（AP部門）
    - パナソニック ブラジル（AP部門）
    - パナソニック マニュファクチャリング イギリス
    - パナソニック アプライアンス 冷蔵機器 シンガポール
    - パナソニック アプライアンス ベトナム
    - パナソニック ベトナム（AP部門）
    - パナソニック マニュファクチャリング フィリピン（AP部門）
    - パナソニック ゴーベル インドネシア（AP部門）
    - パナソニック マニュファクチャリング インドネシア（AP部門）
    - パナソニック マレーシア
    - パナソニック アプライアンス冷蔵機器 マレーシア
    - パナソニック アプライアンスファウンドリー マレーシア
    - パナソニック アプライアンスR&Dセンター アジアパシフィック
    - パナソニック マニュファクチャリング マレーシア（AP部門）
    - パナソニック アプライアンス インド（AP部門）
    - パナソニック 中国（AP部門）
    - パナソニック 北京
    - パナソニック ホームアプライアンス 中国
    - パナソニック 住宅設備 上海
    - パナソニック 電子レンジ 上海
    - パナソニック ホームアプライアンス 杭州
    - パナソニック ホームアプライアンス 洗濯機杭州
    - パナソニック キッチンアプライアンス 杭州
    - パナソニック 万宝美容家電 広州
    - パナソニック 万宝電気アイロン 広州
    - パナソニック 冷凍機械 無錫
    - パナソニック 冷凍コンプレッサー 無錫
    - パナソニック キッチンアプライアンステクノロジー 嘉興
    - パナソニック 真空省エネ新材料 重慶
    - パナソニック 香港（AP部門）
    - パナソニック 台湾（AP部門）
    - パナソニック 韓国（AP部門）

  - 空質空調・食品流通グループ（空質空調社／コールドチェーンソリューションズ社）：社内分社。事業領域は換気送風機器、空質家電、空調機器、環境エンジニアリング、温水システムなど、家庭用製品からプラントまで多岐にわたり、独自の環境テクノロジーを用いて、空気、水に関する様々な商材、事業をグローバルに展開。また、コールドチェーンソリューションズ社は、「食のインフラ」を事業領域とする事業分社として発足、同分野のベストパートナーを目指す。主な関係会社は以下の通り。
    - パナソニック エコシステムズ（PES）
      - パナソニック エコシステムズ ベンテック（PESESV）
      - パナソニック エコシステムズ共栄（PESESKY）：特例子会社
      - パナソニック環境エンジニアリング（PESENG）

    - パナソニック空調・冷設機器（PAPARS）：2017年4月1日、パナソニックAPプロデックスを吸収合併
    - パナソニック関東設備（PKFE）
    - パナソニック産機システムズ（PCES）
    - ハスマン
    - パナソニック ノースアメリカ（パナソニックエコシステムズ ノースアメリカ社）
    - パナソニック エコロジーシステムズ メキシコ
    - ユニオンラックエナジーエフィシエンシーテクノロジー
    - パナソニック 空質空調グループ ヨーロッパ
    - パナソニック HAVC フランス
    - パナソニック HAVC イタリア
    - パナソニック HAVC チェコ
    - パナソニック HAVC UK
    - テクネア
    - パナソニック アジアパシフィック（パナソニックコールドチェーンアジア社）
    - パナソニック アプライアンスエアコン マレーシア
    - パナソニック マニュファクチャリング マレーシア（HAVC部門）
    - パナソニック アプライアンスエアコンR&D マレーシア
    - パナソニック エコソリューションKDKファン マレーシア
    - パナソニック ゴーベル インドネシア（HAVC部門）
    - パナソニック エコソリューションKDK インドネシア
    - パナソニック マニュファクチャリング インドネシア（HAVC部門）
    - パナソニック エコシステムズ販売 インドネシア
    - パナソニック ソリューションズ タイランド（HAVC部門）
    - パナソニック ベトナム（HAVC部門）
    - パナソニック エレクトリックワークス ベトナム（HAVC部門）
    - パナソニック マニュファクチャリング フィリピン（HAVC部門）
    - パナソニック アプライアンス インド（HAVC部門）
    - パナソニック ライフソリューションズ インド（パナソニック マーケティング インド社-HAVC部門）
    - パナソニック 中国（HAVC部門）
    - パナソニック アプライアンスエアコン 広州
    - パナソニック エコシステムズ 広東
    - パナソニック 万宝家電コンプレッサー 広州
    - パナソニック マニュファクチャリング 厦門（HAVC部門）
    - パナソニック エコシステムズ 香港
    - パナソニック 台湾（HAVC部門）

  - エレクトリックワークス社：社内分社 電気設備の分野で住宅、オフィス、ホテル、商業施設、スポーツ施設など社会を構成するあらゆる“くらしの空間”で事業を展開。主な関係会社は以下の通り。
    - パナソニック ライティングデバイス（PLDV）（旧パナソニック ライティング社）
    - パナソニック ライティングシステムズ（PLSLS）
    - パナソニック エレクトリックワークス朝日（PEWASA）
    - パナソニック エレクトリックワークス池田電機（PEWI）
    - パナソニック エレクトリックワークス紀南電工（PEWKEW）
    - パナソニック ライティングデバイス久美浜（PPLK）
    - パナソニック 電材ソリューションズ（PEWEMS）
    - パナソニック 電材京都（PEWEMK）
    - パナソニック エレクトリックワークス電材三重（PEWEMM）
    - パナソニック EWネットワークス（PEWNW）
    - パナソニック SPT（PSPT）：日鉄鋼管（日本製鉄グループ）との合弁会社
    - パナソニック スイッチギアシステムズ（PSGS）
    - パナソニック EWスマートエナジー（PEWSE）
    - パナソニック ソーラーアモルトン（PSAM）
    - パナソニック ソーラーシステム製造（PSSM）
    - パナソニック EWエンジニアリング（PEWEG）
    - パナソニック テクノサービス（PTS）
    - パナソニック ファシリティーズ（PFC）
    - パナソニック セーフティサービス（PAPSC）
    - パナソニック 防災システムズ（PFPS）
    - パナソニック アソシエイツ鳥取（旧千代三洋工業[1]）：第三セクター方式による特例子会社
    - パナソニック エレクトリックワークス創研（PEWBCT）
    - 福西電機
    - エフ・テクノ株式会社
    - 石垣電材
    - かごしま電工
    - キューテック
    - 興陽電機
    - 五光電機
    - 新和照明
    - 中国機材設備
    - デンザイ東亜
    - 中谷電気
    - 八州電気工業
    - パナソニック インダストリー ヨーロッパ（EW部門）
    - パナソニック ファイアー＆セキュリティ ヨーロッパ
    - パナソニック エレクトリック ワークス トルコ
    - パナソニック ゴーベル ライフ ソリューションズ マニュファクチャリング インドネシア
    - パナソニック ゴーベル ライフ ソリューションズ セールス インドネシア
    - パナソニック マニュファクチャリング フィリピン（EW部門）
    - パナソニック アジアパシフィック（パナソニック インダストリー販売アジアパシフィック社-EW部門）
    - パナソニック ソリューションズ タイランド（EW部門）
    - パナソニック マニュファクチャリング アユタヤ（EW部門）
    - パナソニック SPT タイランド
    - パナソニック エレクトリックワークス ベトナム（EW部門）
    - パナソニック ライフソリューションズ インド（パナソニック マーケティング インド社-EW部門）
    - パナソニック エレクトリックワークス インド
    - パナソニック 中国（EW部門）
    - パナソニック エコソリューションズ情報機器 上海
    - パナソニック マニュファクチャリング 北京
    - パナソニック マニュファクチャリング 上海
    - パナソニック パワーツールズ 上海
    - 山東池田電装
    - パナソニック ライティングデバイス 香港
    - パナソニック エコソリューションズ電材 台湾
    - パナソニック 販売 台湾（EW部門）

  - その他のパナソニック㈱の主な関係会社は以下の通り。
    - パナソニック マーケティング ジャパン（PCMC）
    - パナソニック コンシューマーマーケティング沖縄
    - パナソニック サイクルテック（PCT）
    - パナソニック エイジフリー（PESAF）
    - パナソニック マーケティングスクール（PMS）
    - エスティシー
    - パナソニック マーケティング ヨーロッパ㈲
    - パナソニック アジアパシフィック（パナソニック コンシューマーマーケティングアジアパシフィック社）
    - パナソニック オーストラリア
    - パナソニック ニュージーランド
- パナソニック エンターテインメント&コミュニケーション株式会社（PEAC）：主要事業会社。AV機器（テレビ、オーディオ機器、ビデオ機器等）、デジタルカメラ機器、コミュニケーション機器（ヘッドホン、インターホン、電話機、ファクス、ホームネットワーク等）、プロフェッショナルAV機器（放送・業務用映像制作システム、業務用音響機器システムやソフトウェア等）の開発・製造・販売を担う。主な関係会社は以下の通り。
  - パナソニック映像（PVI）
  - パナソニック ノースアメリカ（パナソニック ビデオ&オーディオ システムズ ノースアメリカ社）
  - パナソニック システムネットワークス マレーシア
  - パナソニック AVCネットワークス クアランプール マレーシア
  - パナソニック AVCネットワークス ジョホール マレーシア
  - パナソニック システムネットワークス ベトナム
  - パナソニック マニュファクチャリング インドネシア（E&C部門）
  - パナソニック AVC ネットワーク 厦門
  - 中国華録・パナソニックAVCネットワーク
- パナソニック コネクト株式会社（PCO）：主要事業会社。パナソニック システムソリューションズ ジャパン（PSSJ）がパナソニック スマートファクトリーソリューションズ（PSFSC）とパナソニック モバイルコミュニケーションズ（PMC）を統合し、商号変更。「サプライチェーン」「公共サービス」「生活インフラ」「エンターテインメント」分野向け機器・ソフトウェアの開発／製造／販売、並びに、システムインテグレーション／施工／保守・メンテナンス、およびサービスを含むソリューションの提供を担う。主な関係会社は以下の通り。
  - ブルーヨンダーホールディングス
  - パナソニック コネクト交野（PKA）：第三セクター方式による特例子会社
  - パナソニック コネクト吉備（PKI）：第三セクター方式による特例子会社
  - パナソニック システムデザイン（PSD）
  - パナソニック FSエンジニアリング（PFSEG）
  - パナソニック SSサービス（PSSS）
  - パナソニック システムネットワークス開発研究所（PSNRD）
  - 光英システム
  - 沖縄パナソニック特機（OPS）
  - ストアビジネスソリューションズ
  - パナソニック アビオニクス
  - エアロモバイルコミュニケーションズ
  - デルタエンジニアリング
  - パナソニック ノースアメリカ（パナソニック コネクト ノースアメリカ社）
  - パナソニック コネクト ノースアメリカ プロフェッショナルサービス
  - パナソニック カナダ（コネクト部門）
  - クイックサービスソフトウェア
  - パナソニック コネクト ヨーロッパ
  - ゼテス・インダストリーズ
  - タクテル
  - ゼファー
  - パナソニック アジアパシフィック（パナソニック コネクト アジア社・パナソニック コネクト オセアニア社）
  - パナソニック ファクトリーソリューションズ アジアパシフィック
  - パナソニック ファクトリーソリューションズ インテグレーションシステムズ マレーシア
  - パナソニック ファクトリーソリューションズ インテグレーションシステムズ タイランド
  - RFNetテクノロジー
  - パナソニック アビオニクスサービス シンガポール
  - パナソニック アビオニクス ニュージーランド
  - パナソニック ライフソリューションズ インド（パナソニック スマートファクトリーソリューションズ インド社）
  - パナソニック アビオニクス 中国
  - パナソニック AVCネットワークス 台湾
  - パナソニック ファクトリーソリューションズ 蘇州
  - パナソニック 溶接システム 唐山

- パナソニック インダストリー株式会社：主要事業会社。電気部品・電子部品・制御機器・電子材料等の開発・製造・販売を担う。主な関係会社は以下の通り。
  - パナソニック スイッチングテクノロジーズ（PIDSWT）
  - パナソニック デバイスSUNX九州（PIDSXKS）
  - パナソニック デバイスコンポーネント
  - パナソニック ノースアメリカ（デバイス販売アメリカ社-インダストリー部門）
  - パナソニック デバイス メキシコ
  - パナソニック ブラジル（インダストリー部門）
  - パナソニック デバイス ヨーロッパ
  - パナソニック デバイス スロバキア
  - パナソニック デバイス チェコ
  - パナソニック インダストリー ヨーロッパ（インダストリー部門）
  - パナソニック インダストリー オーストリア
  - パナソニック インダストリー ベネルクス
  - パナソニック インダストリー イギリス
  - パナソニック インダストリー イタリア
  - パナソニック インダストリー ポーランド
  - パナソニック インダストリー イベリア
  - パナソニック インダストリー スイス
  - パナソニック デバイスマテリアルズ ヨーロッパ
  - パナソニック アジアパシフィック（パナソニック インダストリー販売アジアパシフィック社-インダストリー部門）
  - パナソニック デバイス マレーシア
  - パナソニック デバイス販売 マレーシア（インダストリー部門）
  - パナソニック デバイス シンガポール
  - パナソニック ソリューションズ タイランド（インダストリー部門）
  - パナソニック マニュファクチャリング タイ
  - パナソニック マニュファクチャリング アユタヤ（インダストリー部門）
  - パナソニック モータ タイ
  - パナソニック デバイスSUNX タイ
  - パナソニック デバイス販売 タイ（インダストリー部門）
  - パナソニック デバイス ベトナム
  - パナソニック ベトナム（インダストリー部門）
  - パナソニック・ゴーベル エナジー インドネシア（エナジー部門）
  - パナソニック デバイス バタム
  - パナソニック インダストリアルコンポーネント インドネシア
  - パナソニック・ゴーベル エナジー インドネシア（インダストリー部門）
  - パナソニック マニュファクチャリング フィリピン（インダストリー部門）
  - パナソニック デバイス フィリピン
  - パナソニック ライフソリューションズ インド（パナソニック マーケティング インド社-インダストリー部門）
  - パナソニック インダストリー 中国（インダストリー部門）
  - パナソニック デバイス 天津
  - パナソニック デバイス 青島
  - パナソニック デバイス タイコー深圳
  - パナソニック エレクトロニックデバイス 江門
  - パナソニック モータ 杭州
  - パナソニック モータ 珠海
  - パナソニック マニュファクチャリング 厦門（インダストリー部門）
  - パナソニック デバイスSUNX 蘇州
  - パナソニック デバイスマテリアル 上海
  - パナソニック デバイスマテリアル 広州
  - パナソニック デバイスマテリアル 蘇州
  - パナソニック 香港（インダストリー部門）
  - パナソニック デバイス販売 香港（インダストリー部門）
  - パナソニック デバイス販売 台湾（インダストリー部門）
  - パナソニック デバイスマテリアル 台湾
  - パナソニック インダストリアルテクノロジー
  - パナソニック デバイス販売 韓国（インダストリー部門）

- パナソニック エナジー株式会社：主要事業会社。一次電池（乾電池、リチウム一次電池）、車載用円筒形リチウムイオン電池、産業・民生用リチウムイオン電池、蓄電モジュール、ニッケル水素電池等の開発・製造・販売を担う。主な関係会社は以下の通り。
  - パナソニックエナジー貝塚
  - パナソニックエナジー東浦
  - パナソニックエナジー南淡
  - パナソニック エナジー ノースアメリカ
  - パナソニック エナジー アメリカ
  - パナソニック エナジー メキシコ
  - パナソニック セントロアメリカーナ
  - パナソニック ブラジル（エナジー部門）
  - パナソニック インダストリー ヨーロッパ（エナジー部門）
  - パナソニック エナジー タイ
  - パナソニック・ゴーベル エナジー インドネシア（エナジー部門）
  - パナソニック アジアパシフィック（パナソニック インダストリー販売アジアパシフィック社-エナジー部門）
  - パナソニック デバイス販売 マレーシア（エナジー部門）
  - パナソニック デバイス販売 タイ（エナジー部門）
  - パナソニック エナジー インド
  - パナソニック カーボン インド
  - パナソニック ライフソリューションズ インド（パナソニック マーケティング インド社-エナジー部門）
  - パナソニック エナジー 無錫
  - パナソニック エナジー 蘇州
  - パナソニック インダストリー 中国（エナジー部門）
  - パナソニック 香港（エナジー部門）
  - パナソニック デバイス販売 香港（エナジー部門）
  - パナソニック デバイス販売 台湾（エナジー部門）
  - パナソニック デバイス販売 韓国（エナジー部門）

- パナソニック ハウジングソリューションズ株式会社（PHS）：主要事業会社。くらしに関わる住宅設備・建材の製造・販売・エンジニアリングを担う。主な関係会社は以下の通り。
  - パナソニック住宅設備（PHE）
  - パナソニック内装建材（PIBP）
  - パナソニック エレベーター（PEV）：日本オーチス・エレベータとの合弁による小型エレベーターの製造・管理会社
  - パナソニックアーキスケルトンデザイン（PASD）
  - パナソニックAWエンジニアリング（PAWE）
  - エクセルシャノン
  - ケイミュー：クボタとの合弁による、屋根材・外壁材・雨といの製造・販売を手がける外装建材の大手メーカー
    - ケイミューホームテック
    - ケイミューシポレックス

  - パナソニック リビング
    - 首都圏・関東社
    - ホームエンジニアリング社
    - パナソニック リビング北海道・東北
    - パナソニック リビング中部
    - パナソニック リビング近畿
    - パナソニック リビング中四国
    - パナソニック リビング九州

  - パナソニック ハウジングソリューション ズ杭州

- パナソニック オペレーショナルエクセレンス株式会社（PEX）：主要事業会社。幅広い分野における高度な専門人材が集う会社として設立。各領域のプロフェッショナルが連携し、顧客のオペレーションの高度化、効率化、高速化に貢献。
- パナソニック オートモーティブシステムズ株式会社：主要事業会社。人・街・地球の3つの観点で「移ごこち」のよい世界を追求し、新しい移動体験を生み出すモビリティ事業を展開。アポロ・グループと戦略的共同パートナーとなっており、出資比率は20%となっている。主な関係会社は以下の通り。
  - パナソニック カーエレクトロニクス（PCE）
  - パナソニックITS（PITS）
  - パナソニックSNエバリュエーションテクノロジー（PSNET）
  - 播磨三洋工業：第三セクター方式による特例子会社
  - パナソニック ASアメリカ
  - パナソニック ASメキシコ
  - パナソニック ASレイノサ メキシコ
  - パナソニック ASモンテレイ メキシコ
  - パナソニック AS販売メキシコ
  - パナソニック ASシェアードサービス メキシコ
  - パナソニック ASヨーロッパ
  - パナソニック ASチェコ
  - オープン・シナジー
  - パナソニック ASアジアパシフィック
  - パナソニック ASマレーシア
  - パナソニック ASインド
  - パナソニック AS中国
  - パナソニック AS開発天津
  - パナソニック AS大連
  - パナソニック AS蘇州
  - フィコサ・インターナショナル

## その他子会社
- パナソニック出資管理
- パナソニック ホールディング オランダ
- 三洋電機
- パナソニックグローバルトレジャリーセンター
- パナソニック フィナンシャル センター (マレーシア)
- パナソニック フィナンシャル＆ＨＲプロパートナーズ：エクセルソフトを母体として設立
- パナソニック マネジメント マレーシア
- パナソニック インフォメーションシステムズ（PISC）：東証1部に上場していたが、2015年7月29日に上場廃止となり、2015年8月1日にパナソニックの完全子会社となった。
  - パナソニック ネットソリューションズ
  - パナソニック インフォメーションシステムズ 上海
- パナソニック IPマネジメント
- パナソニックグローバル調達（中国）
- パナソニック プロキュアメント マレーシア
- パナソニック アドバンストテクノロジー（PAD）
- パナソニック プロダクションエンジニアリング（PPE）
- パナソニック ソリューションテクノロジー
- パナソニックR&Dセンターベトナム
- パナソニックスポーツ
  - ガンバ大阪
- パナソニック共済会（PECS）
- パナソニック保険サービス（PISJ）
- パナソニック 保険サービス マレーシア
- パナソニック 保険サービス ベトナム
- パナソニック総研[2]
- パナソニック ハートファームアソシエイツ
- 山陰パナソニック
- 山形パナソニック

- クリエイターズグループMAC
- Brothers&Co.

## 持分法適用関連会社
- プライム プラネット エナジー&ソリューションズ
- プライム ライフ テクノロジーズ
  - パナソニックホームズ
    - パナソニック リフォーム株式会社
    - パナソニック ホームズ不動産株式会社
    - パナソニック ホームズ賃貸サポート株式会社
    - パナソニック ホームズ・合人社コミュニティ株式会社
    - 株式会社ナテックス
    - パナソニック ホームズ北関東株式会社
    - パナソニック ホームズ多摩株式会社
    - パナソニック ホームズ埼玉西株式会社
    - パナソニック ホームズ信州株式会社
    - パナソニック ホームズ滋賀株式会社
    - パナソニック ホームズ和歌山株式会社
    - パナソニック ホームズ北九州株式会社
    - パナソニック ホームズ大分株式会社
    - 株式会社パナホーム山梨
    - 株式会社パナホーム静岡
    - 株式会社パナホーム愛岐
    - 株式会社パナホーム長野中央
    - 株式会社パナホーム愛知
    - 京都パナホーム株式会社
    - 株式会社パナホーム兵庫
    - 株式会社松栄パナホーム熊本
    - 株式会社パナホーム長崎

  - トヨタホーム
  - ミサワホーム
  - パナソニック建設エンジニアリング
  - 松村組
- 三井住友トラスト・パナソニックファイナンス
- NX・NPロジスティクス
- パナソニック プロジェクター&ディスプレイ
  - パナソニック CNS 広東
- i-PRO
- 三社電機製作所

## その他の関連企業・団体
- パナソニック教育財団（PEF）（旧松下教育研究財団）
- パナソニックグループ労働組合連合会（PGU）
  - ユニトピアささやま
- パナソニック健康保険組合（PIHO）（旧松下電器健康保険組合、パナソニック関係会社連合健康保険組合）
  - 健康管理センター
  - 健康管理センター（東京）
  - 産業衛生科学センター
  - 松下介護老人保健施設 はーとぴあ
  - 松下看護専門学校
  - 松下記念病院
- 松下幸之助商学院（旧松下電器商学院）：パナソニックショップ後継者を養成する全寮制専門学校
- パナソニック ミュージアム 松下幸之助 歴史館
- 松下幸之助記念財団（旧松下幸之助花の万博記念財団、松下国際財団）
- 松下幸之助頌徳福祉会
- 松下社会科学振興財団 松下資料館
- 松下政経塾：創業者である松下幸之助により創立
- PHP研究所：パナソニックの親類企業
  - PHPエディターズ・グループ
  - PHPパブリッシング（旧PHPソフトウェア・グループ→PHPファクトリー・パブリッシング）

## かつてのグループ企業（五十音順）
- あかりガラス（旧黒井ガラス工業→大谷ライティングガラス）：2011年10月、クロイ電機ガラス事業部となった後、2013年8月、同ガラス事業部を分社化し、あかりガラス設立
- 朝日電装：パナソニック電工インテリア照明（現在：パナソニック インテリア照明）の子会社、2011年10月解散
- Asurion Technology Kakegawa（旧パナソニック モバイルテクニカルサービス）：2014年1月1日、Asurion Technology Japanの完全子会社となる
- ATOUN（旧アクティブリンク株式会社）：パナソニックの社内ベンチャー制度「パナソニック・スピンアップ・ファンド」によって設立された会社。2022年9月6日 奈良地裁から特別清算開始決定を受ける
- アムテック：パナソニックの社内ベンチャー制度「パナソニック・スピンアップ・ファンド」によって設立された会社、2020年9月小池産業株式会社へ株式譲渡
- アルファメッドサイエンス：パナソニック・スピンアップ・ファンドによって設立。2009年10月、アルファメッドサイエンティフィックに全事業を移管
- アロービジネスメイツ：2014年1月1日、パナソニック エクセルスタッフ、パナソニック エクセルテクノロジー、パナソニック エクセルプロダクツに事業統合
- eスター：パナソニック・スピンアップ・ファンドによって設立。2013年10月31日、ヤンマーへ株式譲渡
- ePlatz：パナソニック・スピンアップ・ファンドによって設立。すでに解散
- AJT：パナソニック・スピンアップ・ファンドによって設立。2011年1月解散
- 江崎グリコ
- NX・NPロジスティクス（旧松下倉庫、ナショナル商品センター→松下物流倉庫、パナ物流サービス→松下物流→松下ロジスティクス、パナソニック ロジスティクスサービスジャパン→パナソニック ロジスティクス→日通・パナソニックロジスティクス→日通・NPロジスティクス）：2014年1月20日、株式の66.6 %を日本通運へ譲渡（2022年3月18日付で日本通運保有分の全株式を同社の親会社であるNIPPON EXPRESSホールディングスへ譲渡）
- NTTデータMSE（旧パナソニックMSE）：2008年10月1日からNTTデータの傘下
- MID都市開発（旧松下興産）：2009年12月、関西電力の連結子会社となる。2016年4月1日、関電不動産（現在：関電不動産開発）に吸収合併され消滅
- MT映像ディスプレイ（旧松下東芝映像ディスプレイ）：2019年1月31日解散。2月5日に大阪地方裁判所から特別清算開始決定[3]
- M・NES（旧松下ネットソリューションズ）：パナソニック電工ネットソリューションズに事業譲渡して解散
- エムハート・ツーリスト（旧エム・アイ・ディ・トラベル→松下旅行→MIDツーリスト）：現在は日本旅行の完全子会社だが、パナソニックグループ専用の旅行会社としてグループ事業場内に店舗を置いている
- 近鉄・パナソニック トレーディングサービス（旧松貿フォワーディング→松下トレーディングサービス→パナソニック トレーディングサービスジャパン）：2014年4月1日、株式の65%を近鉄エクスプレスへ譲渡
- コニカミノルタメディカルソリューションズ（旧メディカルプラッツ→パナソニックAVCメディカル→パナソニック メディカルソリューションズ）：2017年7月1日からコニカミノルタの傘下
- サイファイフォールディングス：パナソニック・スピンアップ・ファンドによって設立、すでに解散
- ザクティ（旧三洋DIソリューションズ）：2013年3月31日、AP26に事業譲渡
- 三洋ITソリューションズ（旧三洋システムエンジニアリング→三洋電機ソフトウエア→NTTデータ三洋システム）：2015年3月31日解散
- 三洋アクア：2012年1月5日、ハイアールアクアセールス（現在：アクア株式会社）に事業譲渡
- 三洋テクノソリューションズ鳥取（旧テガ→テガ三洋工業）：2015年3月31日、ジェイ・ウィル・パートナーズが運営・管理するファンドが出資するジェイ・アイ・エーに全株式譲渡
- 三洋電機コンシューマエレクトロニクス：2012年4月1日、三洋電機に吸収合併
- 三洋電機サービス
- 三洋ライフ
- ジャパンディスプレイ（旧東芝松下ディスプレイテクノロジー→東芝モバイルディスプレイ）：2009年4月に東芝の完全子会社となり、5月に東芝モバイルディスプレイに社名変更。2012年3月、ジャパンディスプレイに事業統合
- SiM24：パナソニックの社内ベンチャー制度「パナソニック・スピンアップ・ファンド」によって設立された会社。2018年JAPAN TESTING LABORATORIES 株式会社へ株式譲渡。
- 新旭電子工業山梨（旧エヌティピィ→山梨松下電工→パナソニック エレクトロニックデバイス山梨→パナソニック デバイス山梨）：2015年3月、新旭電子工業へ売却
- 新生システムソリューションズ（旧三洋電機システムソリューションズ）：2013年7月1日から新生電子グループ傘下、2014年6月30日、社名変更
- スマック：パナソニックの社内ベンチャー制度「パナソニック・スピンアップ・ファンド」によって設立された会社、2013年12月MBOにより独立
- 精電舎（旧松阪精電舎）：2012年10月、イオカ電子の完全子会社となる。2013年10月、社名変更
- SecuLynx：パナソニックの社内ベンチャー制度「パナソニック・スピンアップ・ファンド」によって設立された会社、2017年7月特別清算の開始決定、2017年11月閉鎖
- ソシオネクスト：2022年10月、株式上場によりパナソニックホールディングスが主要株主でなくなる
- 中部エコテクノロジー：現在は三菱マテリアルグループ
- 辻中電化工業：2012年6月、辻中鉱業に吸収合併
- テイチクエンタテインメント（旧帝国蓄音機商会→テイチク）：2011年10月にJVCケンウッドの子会社となったのち、2015年4月28日、エクシングの子会社となる
- デバイス販売テクノ（旧ミクロン機器→マイクロン→松下電工制御テクノ→パナソニック電工制御テクノ→パナソニック デバイス販売テクノ）：2014年10月1日、ウイルテックの子会社となる
- ナショナル証券：1999年4月1日、明光証券と合併し明光ナショナル証券となる。のち旧松下グループを離脱し、2003年4月1日、さくらフレンド証券と合併しSMBCフレンド証券となり、2006年9月1日付で三井住友フィナンシャルグループの完全子会社となったのち、2018年1月1日にSMBC日興証券に吸収合併され消滅
- 日本ビクター：2007年8月にケンウッドと資本提携し、松下電器（現在：パナソニック）の子会社から関連会社になったのち、2008年10月1日からJVC・ケンウッド・ホールディングス（現在：JVCケンウッド）の子会社を経て、2011年10月1日、JVCケンウッドに吸収合併され消滅
- 日本ビジネスエージェンシー： 2017年07月14日清算決了
- パナソニックAVCディスクサービス：2023年9月25日の株主総会にて会社清算の決議を完了
- パーソルAVCテクノロジー（旧松下AVCソフト→松下AVCテクノロジー→パナソニックAVCテクノロジー→AVCテクノロジー）（旧松下AVCマルチメディアソフト→パナソニックAVCマルチメディアソフト→AVCマルチメディアソフト）：2013年4月1日からテンプホールディングス（現在：パーソルホールディングス）の傘下。2018年4月1日、AVCテクノロジーとAVCマルチメディアソフトが合併し、パーソルAVCテクノロジーへ社名変更
- パーソルエクセルHRパートナーズ（旧エクセルスタッフ→松下エクセルスタッフ→パナソニック エクセルスタッフ）（旧エクセルテクノ→松下ソリューションテクノロジー→松下エクセルテクノロジー→パナソニック エクセルテクノロジー）：2015年3月31日、株式の66.61 %をテンプスタッフ（現在：パーソルテンプスタッフ）へ譲渡、2018年4月1日にパナソニック エクセルスタッフがパナソニック エクセルテクノロジーを吸収合併してパーソル パナソニック HRパートナーズへ商号変更され、2021年4月1日に再度商号変更
  - パーソルエクセルアソシエイツ（旧パナソニック エクセルアソシエイツ→パーソル パナソニック エクセルアソシエイツ）
  - パーソルファクトリーパートナーズ（旧松下エクセルプロダクツ→パナソニック エクセルプロダクツ→パーソル パナソニック ファクトリーパートナーズ）
- パナソニック エレクトリックワークス クリエイツ：2024年11月閉鎖
- パソナ・パナソニック ビジネスサービス（旧パナオフィスサービス→松下ビジネスサービス→パナソニック ビジネスサービス）：2015年4月1日、株式の66.5%をパソナグループへ譲渡、2024年4月1日、「株式会社パソナ日本総務部」へ社名変更（パソナとパナソニックとの出資関係は継続）
  - 新日本工業（旧日本出版→日本教育図書→日本教図）：2014年9月、パナソニック ビジネスサービスの子会社となる
- パナソニック出光OLED照明：出光興産との照明用有機ELパネルの合弁会社。2011年4月12日設立、2014年3月31日清算
- パナソニック液晶ディスプレイ：解散
- パナソニック介護サービス（旧松下介護サービス）
- パナソニックCCプロダクトサービス
- パナソニック ストレージバッテリー（PSB）：2016年10月1日、全株式をジーエス・ユアサコーポレーションに売却。現：GSユアサエナジー
- パナソニック セミコンダクターソリューションズ（PSCS）：（旧鹿児島松下電子→パナソニック 半導体オプトデバイス→パナソニック セミコンダクターオプトデバイス→パナソニック デバイスオプティカルセミコンダクター、旧パナソニック セミコンダクターディスクリートデバイス→パナソニック デバイスディスクリートセミコンダクター）：2020年9月1日付で全株式を台湾のヌヴォトン・テクノロジー・コーポレーションへ譲渡、同社の子会社となりヌヴォトンテクノロジージャパンへ商号変更。
  - パナソニック デバイスエンジニアリング（PIDE）（旧パナソニック半導体エンジニアリング→パナソニック セミコンダクターエンジニアリング）
  - パナソニック デバイスシステムテクノ（PIDST）（旧パナソニック半導体システムテクノ→パナソニック セミコンダクターシステムテクノ）
- パナソニック・ダイキン空調開発センター（旧松下・ダイキン空調開発センター）：ダイキン工業との合弁会社、2017年6月19日解散
- パナソニック テレコム：2012年10月1日、アイ・ティー・シーネットワーク（現在：コネクシオ）に吸収合併
- パナソニック電工知的財産センター：2011年10月1日、同社の機能をパナソニック電工に移管し解散
- パナソニック デンタル（旧パナヘラウスデンタル→パナソニック ヘレウス デンタル）：2017年3月31解散（パナソニック ヘルスケアに業務移管）
- パナソニック ネットワークサービシズ（PNS）（旧パナソニック デジタルネットワークサーブ、ハイホーブロードバンドシステムズ、ホームインターゲート）
- パナソニック プラズマディスプレイ（PPD）（旧松下プラズマディスプレイ）：2016年11月1日解散
- パナソニック プレシジョンデバイス（PPRD）：2019年4月1日、パナソニックに吸収合併
- パナソニック プロイエサービス（PPROEA）：2021年10月16日、事業の一部をコーナン商事へ譲渡
- パナソニック ペンションファンドマネジメント：2022年1月31日閉鎖
- パナレーサー（旧ナショナルタイヤ→パナソニック ポリテクノロジー）：パナレーサーブランドの自転車タイヤを製造。2015年4月に投資ファンド、ベーシック・キャピタル・マネジメントへ全株式を譲渡の上、パナレーサーへ社名変更[4]
- PHC（旧寿電工、寿電機、寿録音機→松下寿電子工業→パナソニック四国エレクトロニクス、三洋電機バイオメディカ事業部およびメディコム事業部→パナソニック ヘルスケア）：2014年3月31日、全株式を投資ファンドコールバーグ・クラビス・ロバーツ（KKR）に売却後、KKRが設立した持株会社パナソニックヘルスケアホールディングスが発行する株式の80%をKKR、20%をパナソニックが保有。2018年4月1日、PHC株式会社に社名変更
  - PHCマニュファクチャリング（旧パナソニック ヘルスケア ビジネスサポート）
  - PHCメディコムネットワークス（旧メディコムソリューション）（旧サンヨーメディコム近畿、サンヨーメディコム歯科システム、メディコム北陸→メディコムコミュニケーションズ→パナソニック メディコム近畿→パナソニック メディコムネットワークス）
- PFU（旧パナファコム）：1985年設立の富士通・内田洋行の三社による職場向けコンピュータ関連の合弁事業。現在は富士通の傘下
- PTT（旧パナソニック テクノトレーディング）：2009年3月からバイテック（現在：バイテックホールディングス）のグループ会社
- PUX：パナソニックの社内ベンチャー制度「パナソニック・スピンアップ・ファンド」によって設立された会社、2012年4月パナソニックグループからスピンオフ
- ヒューセック（旧沖電気防災）：2012年10月1日から日本ドライケミカルグループ傘下、2015年1月1日に日本ドライケミカルの100 %子会社化に伴い、ヒューセックに社名変更
- ファンコム：パナソニック・スピンアップ・ファンドによって設立。2011年1月解散
- POOLIKA：パナソニック・スピンアップ・ファンドによって設立。2014年11月30日事業停止
- 富士通ITマネジメントパートナー（旧松下システムソフト、パナソニック ビジネスシステムズ→パナソニックITソリューションズ）：2014年7月1日から富士通の完全子会社
- プライムアースEVエナジー（旧パナソニックEVエナジー）：トヨタ自動車製ハイブリッドカー向けニッケル水素蓄電池を製造。両社の資本関係見直しに伴い2010年6月に社名変更、現在はトヨタバッテリーに社名を変更、トヨタ子会社の100%連結子会社
- ボイススピリッツ：パナソニック・スピンアップ・ファンドによって設立。2012年12月31日、ボイステクノに事業移管し解散
- 本多通信工業：持分法適用関連会社であったが、2022年9月ミネベアミツミによる株式公開買付けに応募し資本関係を解消
- マナ精密鋳工：2010年10月解散
- 三井住友トラスト・パナソニックファイナンス（旧ナショナルラジオ月販→ナショナルクレジット→松下クレジットサービス→松下クレジット→松下リース・クレジット→住信・松下フィナンシャルサービス→住信・パナソニックフィナンシャルサービス）：現在は三井住友信託銀行（旧住友信託銀行）の連結子会社
- 宮崎ナショナル空調設備：1972年11月設立。宮崎ナショナル住宅設備機器と合併、1994年3月母体企業の倒産に伴い専務が事業を継続するも採算が取れず、債務超過に陥り、資金繰りが圧迫、2006年7月から中国雑技団の宮崎公演を主催するも、興行が思う様に振るわなかった事が追い打ちをかけ、同年9月に倒産。負債総額8億5000万円
- モリタ宮田工業：戦後の経営難による株式肩代わりに伴い系列化。2008年11月からモリタホールディングスの子会社
- ユージェーティーラボ：パナソニック・スピンアップ・ファンドによって設立。2011年7月解散
- UTパベック（旧ナショナルバッテリーエンジニアリング→パナソニック バッテリーエンジニアリング）：2013年7月1日からUTホールディングス（現在：UTグループ）の子会社
- リロ・パナソニック エクセルインターナショナル（旧エクセルインターナショナル→パナソニック エクセルインターナショナル）：2014年12月、株式の66.6%をリロ・ホールディング（現在：リログループ）へ譲渡
- ATOUN 2022年9月特別清算

## 提供番組
- バナナマンのせっかくグルメ!!（TBS）
- 土曜プレミアム（フジテレビ）

## グループ提供番組

### 過去
- 月曜ミステリーシアター（TBS）：旧称・ナショナル ゴールデン・アワー→ナショナル劇場→パナソニック ドラマシアター。パナソニックグループとしての単独提供番組であるが、実際は、パナソニックとパナホームの2社提供である。ちなみに『パナソニック ドラマシアター』では2011年3月以前までは、パナソニック電工もスポンサーであったが、パナソニック電工がパナソニックの完全子会社（後に吸収合併）になったことに伴い、提供名義もパナソニックに統合された。2013年10月から2015年3月まではパナソニックグループ（パナソニックとパナホーム（隔週））を筆頭スポンサーとする複数社提供となっていた。
- 二人の食卓 〜ありがとうのレシピ〜（テレビ朝日）：パナソニックとしての単独提供番組であるが、CMは白物家電及び住宅関連機器のみ。2011年3月以前までは、パナソニックグループ（パナソニックとパナソニック電工）[注 1]として、パナソニック電工もスポンサーであったが、前述と同様にパナソニック電工がパナソニックの完全子会社になったことに伴い、提供名義もパナソニックに統合されて、2011年4月以降からはグループ提供ではなくなった。現社名変更前はNational名義の松下グループ（松下電器・松下電工）であった。
- サワコの朝（MBS・TBS）：パナソニックグループとしての単独提供番組であった。ちなみに2018年3月以前までは、パナホームはスポンサーでないが、2017年10月にパナホームがパナソニックの完全子会社になったことに伴い、2018年4月にパナソニック ホームズへ変更し、パナソニックに統合された。
- Nationalドキュメンタリー特集（日本テレビ）：かつて、金曜日に松下電器グループの提供で放送していた番組[注 2]。
- 徳光和夫のTVフォーラム（日本テレビ）：かつて、日曜日に松下電器グループの提供で放送していた番組[注 2]。

## スポーツ活動
- パナソニック インパルス（旧パナソニック電工インパルス）
- パナソニック女子陸上競技部（パナソニックエンジェルス）
- パナソニック バドミントンチーム（旧三洋電機バドミントンチーム）
- 大阪ブルテオン（旧パナソニックパンサーズ）
- パナソニック野球部
- 埼玉パナソニックワイルドナイツ（旧三洋電機ワイルドナイツ）
- パナソニックブルーベルズ（旧松下電池工業女子バレーボール部）

### 過去
- パナソニックトライアンズ（旧パナソニックスーパーカンガルーズ。現在は和歌山トライアンズに継承）
- 松下電器産業サッカー部（現在のガンバ大阪の前身）
- 松下電器LSC・バンビーナ（現在はスペランツァ大阪高槻としてクラブ化）
- 松下電器ラグビー部（現在は門真ブルーソニックスとしてクラブ化）

## 文化活動
- パナソニック合唱団（旧松下中央合唱団）

## ショウルーム
- パナソニックセンター
  - パナソニックセンター東京
  - パナソニックセンター大阪
- パナソニック リビング ショウルーム（旧ナショナル リビング ショウルーム、ナショナルセンター）
  - パナソニック リビング ショウルーム 東京
  - パナソニック リビング ショウルーム 大阪：2013年4月10日閉館
- 換気・環境ショウルーム
- e-Connect Showroom
  - e-Connect Showroom 福岡
  - e-Connect Showroom 佐賀

## グループソング
『この夢が未来』（作詞：森雪之丞、作曲：久石譲）

## パナソニック製品取次店
- パナソニックショップ